# Ратманский, Алексей Осипович
Алексе́й О́сипович Ратма́нский (род. 27 августа 1968, Ленинград) — российский, украинский и американский солист балета и балетмейстер, Заслуженный артист Украины (1993), с 2004 по 2009 год — художественный руководитель балета Большого театра.

## Биография
Алексей Ратманский родился в Ленинграде, в семье изобретателя, научного сотрудника Аэрокосмического института при киевском Национальном авиационном университете Осипа Иегудовича Ратманского. Мать — Валентина Васильевна Ратманская — врач-психиатр. Детские годы провёл в Киеве.
В 1978—1986 годах учился в Московском хореографическом училище, где его педагогами были Александра Маркеева, Андрей Силантьев, Евгения Фарманянц. Выпускался у Петра Антоновича Пестова, в классе с В. Малаховым и Ю. Бурлакой.
С 1986 по 1992 и с 1995 по 1997 годы Ратманский был ведущим танцовщиком Национального оперного театра Украины им. Т. Г. Шевченко в Киеве.
В 1988—1992 годах учился в ГИТИСе на курсе Дмитрия Брянцева.
В 1992—1995 — ведущий солист Виннипегского королевского балета, где танцевал в балетах Баланчина, Аштона, Тюдора, ван Данцига, Ноймаера, Тарп. Первый исполнитель балетов Марка Годдена и Вильяма Вайтнера.
В 1997—2003 годах — премьер Датского королевского балета.
Исполнял ведущие и сольные партии в балетах Бурнонвиля, Нуреева, Баланчина, Бежара, Ноймайера, Матса Эка, Лифаря, Мартинса, Дуато, Макмиллана, Роббинса, Галеотти и др. Первый исполнитель балетов Тима Раштона, Анны Ляркесен, Стентона Уэлша.
В течение пяти лет, с 1 января 2004 по 1 января 2009 года — художественный руководитель балетной труппы Большого театра.
С 2009 года — постоянный хореограф Американского театра балета (англ. American Ballet Theatre).
В феврале 2022 года Ратманский, в тот момент работавший в Москве над постановкой балета «Искусство фуги», уехал из России после начала вторжения России на Украину. Премьера его спектакля в Большом театре была отложена на неопределённый срок. В том же году он участвовал в организации балетной труппы The United Ukrainian Ballet, состоящей из 60 артистов, вынужденных после начала войны покинуть Украину. Труппа базируется в Гааге (Нидерланды) и активно гастролирует.
Фамилия Ратманского  была убрана с сайта Мариинского театра, хотя поставленные им балеты остаются в репертуаре театра.
С августа 2023 года Ратманский является постоянным хореографом труппы Нью-Йорк Сити Балет.

## Репертуар
Национальная Опера Украины
Лебединое озеро (Зигфрид, Ротбарт, pas de trois), Спящая Красавица (Дезире, Голубая птица), Баядерка (Золотой божок), Дон Кихот (Базиль), Жизель (Альберт, вставное pas de deux), Сильфида (Джеймс), Щелкунчик (Принц), Золушка (Принц), Ромео и Джульетта (Бенволио), Тщетная предосторожность (Ален), Чиполлино (Чиполлино), Белоснежка (Королевич), Половецкие пляски
Королевский Виннипегский Балет
Ромео и Джульетта (Ромео, Меркуцио), 4 последние песни (Смерть), Сиреневый сад (Её любимый), Тёмные элегии (3-я песня), Конькобежцы (Мальчик в голубом), Щелкунчик (Гюнтер), Pas de deux Чайковского, Square dance, Allegro brillante, Pas de dix, Баядерка (Солор), Спящая Красавица (Флорестан, Дезире, Голубая птица), Жизель (Альберт), Лебединое озеро (Зигфрид, pas de trois), Пробуждение пастуха (Пастух), Шопениана (Поэт), Эсмеральда pas de deux, Дон Кихот pas de deux, Deuce coup.
первый исполнитель балетов: Темнота между нами, Отражения, 12 интерлюдий
Датский Королевский Балет
Сильфида (Джеймс, Гюрн), Неаполь (тарантелла, pas de six), Ла Вентана (pas de trois), Народное предание (pas de set), Ярмарка в Брюгге (дивертисмент), Симфония до мажор (1-я, 3-я, 4-я части), Скрипичный концерт (2-й дуэт), Рубины (солист), Волшебный рог мальчика, 5-я симфония Малера, Одиссея (Полифем), Сюита в белом (мазурка, pas de deux, pas de trois), Жизель (Альбрехт), Причуды купидона (французский танец), Дон Кихот (Базиль, Эспада), Лебединое озеро (Зигфрид, Бенно, pas de quatre), Спящая красавица (Дезире, Флорестан), Манон (Леско), Парижское веселье (Копэн), Весёлая вдова (Камиль, Кромов), Jardi tankat, Вальс-проект, Джаз, Stabat Mater, Каталист, Концерт, Трава.
первый исполнитель балетов: Сладкие жалобы, Рефрен, Доминиум, Привидения, Шостакович опус 99
концертный репертуар
Видение Розы, Тарантелла, Послеполуденный отдых фавна, Маркитантка, Карнавал в Венеции, Романтическое pas de deux Россини, Утренняя серенада шута, Аполлон, фаррука из Треуголки, дуэт из Голубого экспресса, Бахти, Экспромт Шуберта

## Хронология балетов

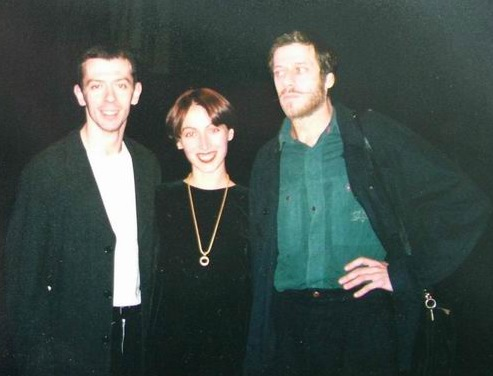
Алексей Ратманский, его жена Татьяна и Юрий Ханон на премьере «Среднего дуэта», 1998 год

- 1983 — «Ученик чародея» (музыка Поля Дюка)
- 1988: «Сильфида-88», «Дуэт-буфф № 1,2», «Гавот»
- 1993: «Pas de Graham»
- 1994: «Поцелуй феи», «Взбитые сливки» (музыка Рихарда Штрауса), «Утренняя серенада шута», «Незатейливые танцы», «Уймитесь, волнения страсти», «98 шагов»
- 1995: «Юрлюбюрлю», «Бедняжки»
- 1996: «Сарабанда», «Дирижер-укротитель»
- 1997 : «Прелести маньеризма» (музыка Р.Штрауса), «Золушка и принц Фортюне», «Пикник или повозка Папы Жюнье» (музыка Р.Штрауса), «Краковяк, или танцовщики поневоле», «Каприччио» (музыка И.Стравинского)
- 1998 — «Сны о Японии», «Средний дуэт» (музыка: Юрий Ханон) — Мариинский театр [9], «Поэма экстаза» (музыка: А. Скрябин), «Поцелуй феи» (2-я редакция)
- 1999: «Вода», «Хризантемы»
- 2001: «Сон Турандот», «Полёт в Будапешт», «Леа», «Щелкунчик»
- 2002: «Золушка», «К огню», «Жар-птица»
- 2003: «Светлый ручей», «Карнавал животных» (на музыку Сен-Санса), «Болеро» (на музыку Равеля),
- 2004: «Анна Каренина» (на музыку Щедрина), «Леа» (2-я редакция)
- 2005: «Болт», «Игра в карты»
- 2006: «Русские сезоны» (англ. Russian Seasons)
- 2007: «Корсар» (по Мазилье и Петипа, совместно с Юрием Бурлака), «Вываливающиеся старухи»
- 2008: «Вариации Бизе», «Лунный Пьеро», «Concerto DSCH» (англ. Concerto DSCH), «Пламя Парижа» (по Вайнонену),
- 2009: «Конёк-Горбунок», «Вальс фантазия» (на музыку Равеля), «Вальс-маскарад», «На Днепре»  (на музыку Сергея Прокофьева), «Scuola di Ballo», «Аида» (танцы в опере), «Семь сонат»
- 2010: «Дон Кихот» (по Петипа и Горскому), «Намуна, большой дивертисмент», «Фанданго», «Без названия», «Щелкунчик» (2-я редакция)[10]
- 2011: «Утраченные иллюзии» (по Бальзаку), «Дамбартон», «Психея», «Ромео и Джульетта»
- 2012: «Воспоминание о дорогом месте», «Симфонические танцы», «Жар-птица» (2-я редакция), возобновление постановки балета М. М. Фокина «Золотой петушок» (на музыку Н. А. Римского-Корсакова), «Симфония №9» (на музыку Шостаковича)
- 2013: «24 прелюда» (на музыку Шопена в оркестровке Жана Франсе), «Из других стран», «Камерная симфония», «Фортепьянный концерт №1», «Золушка» (2-я редакция), «Буря», «Опера»,
- 2014: «Танцсюита», «Картинки с выставки» (на музыку Мусоргского), «By 2 with & from» (совместно с Кристофером Уилдоном), «Рондо каприччиозо», «Пахита» (по Мазилье и Петипа)
- 2015: «Спящая красавица» (по Петипа)

## Постановки в театрах

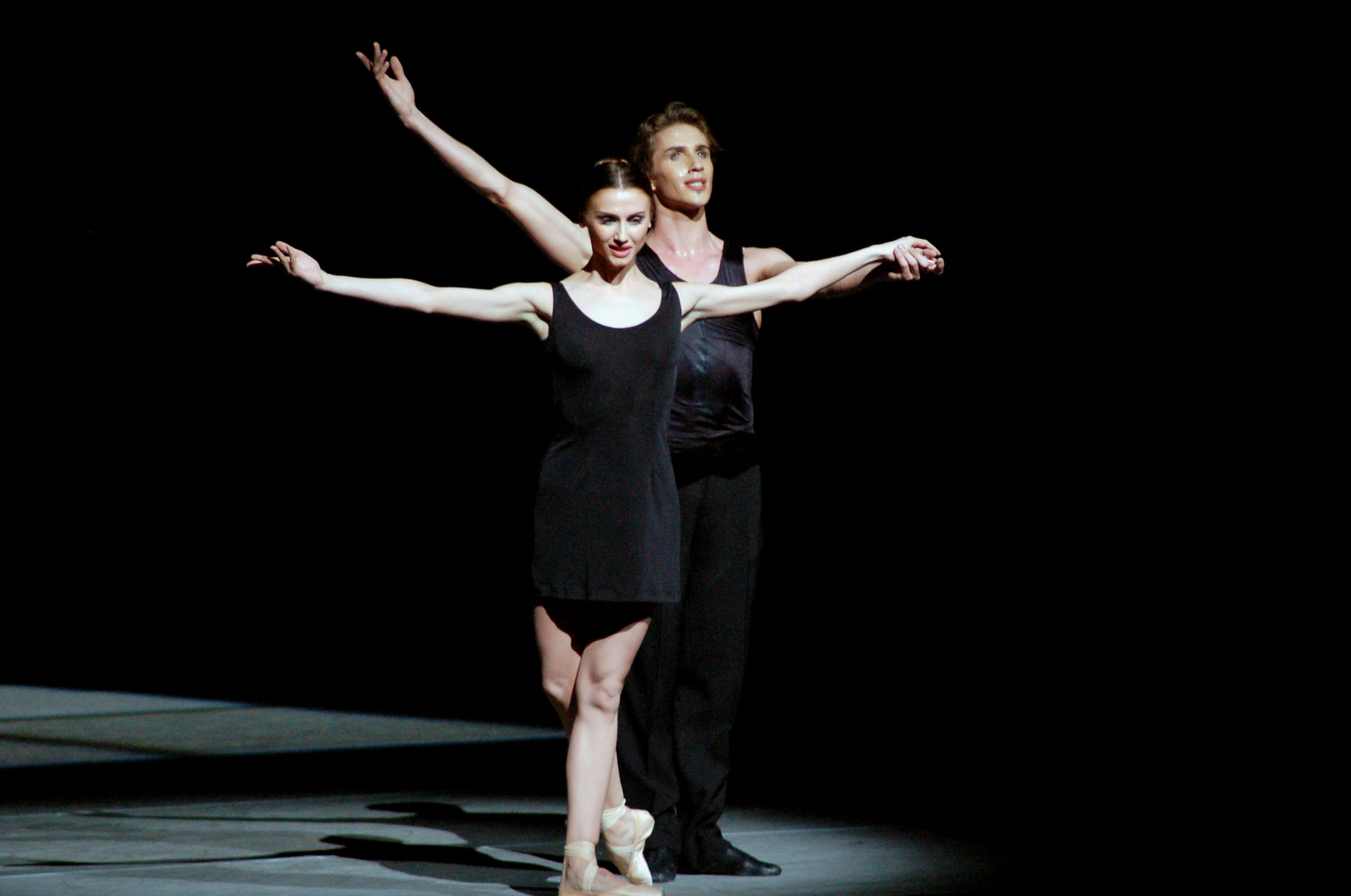
Светлана Захарова и Андрей Меркурьев, в балете «Средний дуэт», 2006

- Большой театр:  Светлый ручей, Болт, Утраченные иллюзии, Пламя Парижа (по Вайнонену), Корсар (по Мазилье-Петипа, совместно с Юрием Бурлака), Каприччио, Сны о Японии, Леа (2я редакция), Игра в карты, Русские сезоны, Болеро, Средний дуэт, Вываливающиеся старухи, Жизель
- Мариинский театр:  Поцелуй феи (2я редакция), Поэма экстаза, Средний дуэт, Золушка, Конёк-горбунок, Анна Каренина, Concerto DSCH
- Американский театр балета:  Трилогия Шостаковича, На Днепре, Семь сонат, Щелкунчик (2я редакция), Светлый ручей, Дамбартон, Жар-птица (2я редакция), Буря, Спящая красавица (по Петипа)
- Нью-Йорк Сити Балет:  Русские сезоны, Средний дуэт, Concerto DSCH, Намуна большой дивертисмент, Картинки с выставки, By 2 with & from (совместно с Кристофером Уилдоном)
- Датский Королевский Балет:  Сон Турандот, Щелкунчик, Анна Каренина, Золотой петушок, Betwixt
- Балет Парижской Оперы:  Психея
- Королевский Балет:  24 прелюда
- Балет театра Ла Скала:  Опера, Concerto DSCH, Русские сезоны, Спящая красавица (по Петипа)
- Балет Сан Франциско:  Карнавал животных, Из других стран, Русские сезоны, Трилогия Шостаковича, Воспоминание о дорогом месте
- Национальный Балет Нидерландов:  Дон Кихот (по Петипа-Горскому), Воспоминание о дорогом месте, Русские сезоны, На Днепре, Жар-птица (2я редакция)
- Национальный Балет Канады:  Ромео и Джульетта, Русские сезоны, Симфония №9, Фортепьянный концерт №1
- Австралийский Балет:  Scuola di Ballo, Золушка (2я редакция)
- Шведский Королевский Балет:  Жар-птица
- Интернациональный Балет Копенгагена:  Полёт в Будапешт, Болеро
- Национальная Опера Украины:  Поцелуй феи, Утренняя серенада шута, Незатейливые танцы, Уймитесь волнения страсти, Взбитые сливки
- Детский музыкальный театр (Киев):  Повозка папы Жюнье
- Театр Земперопер (Дрезден):  Танцсюита
- Государственный Балет Берлина:  Намуна, большой дивертисмент
- Баварская Государственная Опера (Мюнхен):  Пахита (по Мазилье-Петипа)
- Балет Майами:  Симфонические танцы
- Пасифик Нордвест Балет (Сиэтл):  Дон Кихот (по Петипа-Горскому), Concerto DSCH
- Балет Пенсильвании (Филадельфия):  Игра в карты
- Балет Гонконга:  Карнавал животных
- Морфозес/компания Уилдона:  Болеро
- Национальный Балет Финляндии:  Анна Каренина
- Литовский Национальный Балет:  Анна Каренина
- Латвийский Национальный Балет:  Светлый ручей
- Балет Аризоны:  Карнавал животных
- Балет Атланты:  Семь сонат
- фестиваль Территория (Москва):  Вываливающиеся старухи
- Нина Ананиашвили:  Прелести маньеризма, Сны о Японии, Леа, Вариации Бизе
- Михаил Барышников:  Вальс фантазия
- Диана Вишнёва:  Лунный Пьеро
- Венди Вэлан:  Фанданго

## Награды и звания
- первая премия Всеукраинского конкурса артистов балета в Донецке (1988)
- первая премия имени Нижинского Международного конкурса артистов балета имени Дягилева в Москве (1992)
- вторая премия Международного конкурса имени Сержа Лифаря в Киеве (1994)
- Заслуженный артист Украины (1993)
- Киевская Пектораль (1995, 1997)
- «Золотая маска» (1999, 2004, 2007, 2010)
- Рыцарь Ордена Данеброг (2002)
- Бенуа де ля Данс (2005, 2014)
- премия имени Шостаковича (2006)
- премия Британского Круга Критиков (2006)
- Бесси (2012, 2015)
- премия журнала Данс Магазин (2012)
- Либерти (2012)
- лауреат стипендии Мак-Артура (2013)
- ментор программы Ролекс Менторы и Протеже (2014)
- «Золотой софит» (2014)
- премия Зелёная Комната (2015)
- премия Айседора Дункан (2015)